# Miniparade
De Miniparade was een Nederlands radioprogramma dat vanaf 7 oktober 1984 door de KRO wekelijks op Hilversum 3 op de nieuwe vaste uitzenddag zondag van 11:00 tot 12:00 uur werd uitgezonden en vanaf 1 december 1985 van 12:00 tot 13:00 uur op vanaf dan Radio 3.
Het programma werd vanaf de start gepresenteerd door dj Eddy Keur en later, vanaf juni 1988, door Niek Montanus en bestond uit een aantal genomineerde platen waaruit de Speciale aanbieding door de luisteraars kon worden gekozen. Deze plaat, vergelijkbaar met de tipschijven van andere omroepen op de nationale publieke popzender zoals de Veronica Alarmschijf, TROS Paradeplaat, AVRO's Radio en TV-Tip en NCRV Favorietschijf, werd dan de gehele dag elk uur gedraaid op Hilversum 3 en vanaf 1 december 1985 op Radio 3. Het programma verdween eind december 1991, doordat de AKN omroepen (AVRO, KRO en NCRV) vanaf zaterdag 4 januari 1992 onder de noemer Station 3 van zaterdag t/m maandag horizontaal geprogrammeerd gingen uitzenden op Radio 3. Later dat jaar ging vanaf maandag 5 oktober 1992 de geheel nieuwe, algehele horizontale programmering van start op het vernieuwde Radio 3.